# Wellenthal
Die Wüstung Wellenthal ist eine Wüstung im Gebiet der Gemeinde Dieterskirchen im Landkreis Schwandorf.

## Geographische Lage
Wellenthal liegt ungefähr vier Kilometer nordöstlich von Dieterskirchen und etwa 1,5 Kilometer westlich der Bundesstraße 22 im Aschatal.
Die ehemalige Einöde Wellenthal wird heute (2014) auf der Landkarte als abgebrochen bezeichnet. Das Gelände gleicht einer Wüstung.

## Geschichte
Zum Stichtag 23. März 1913 (Osterfest) wurde Wellenthal (Wellenthal I und Wellenthal II) als Teil der Pfarrei Dieterskirchen mit drei Häusern und 27 Einwohnern aufgeführt.
Wellenthal wurde 1964 als Ortsteil der Gemeinde Dieterskirchen verzeichnet.
Am 31. Dezember 1990 war Wellenthal unbewohnt und gehörte zur Pfarrei Dieterskirchen.